# Walter Dietrich
Walter Dietrich   (Suïssa, 24 de desembre de 1902 - 27 de novembre de 1979) fou un futbolista suís que va competir en el període d'entreguerres del segle xx.
El 1924 va prendre part en els Jocs Olímpics de París, on guanyà la medalla de plata en la competició de futbol. Quatre anys més tard, als Jocs d'Amsterdam, fou novè en la competició de futbol. Pel que fa a clubs, defensà els colors del FC Basel (1919-1922), Forward Morges (1922-1923), Servette FC (1923-1925) i Eintracht Frankfurt (1925-1938). Amb la selecció nacional jugà 14 partits, en què marcà 6 gols. A l'Eintracht Frankfurt exercí de jugador-entrenador entre 1926 i 1927, i el 1939 fou entrenador del FC Basel.